# Imre Németh
Imre Németh, född 23 september 1917, död 18 augusti 1989 i Budapest, var en ungersk friidrottare.
Németh blev olympisk mästare i släggkastning vid olympiska sommarspelen 1948 i London.